# Sacramento Kings 2019-2020
La stagione 2019-2020 dei Sacramento Kings è stata la 75ª stagione della franchigia, la 71ª nella NBA e la 35ª a Sacramento.
L'11 marzo 2020, la stagione NBA è stata interrotta per via della pandemia di COVID-19, dopo che il giocatore degli Utah Jazz Rudy Gobert è stato trovato positivo al virus.
Il 4 giugno, i Kings, con la decisione da parte del NBA di terminare la stagione, non riescono a far parte delle 22 squadre qualificate e ancora in lotta per i playoff. 

## Maglie
Lo Sponsor tecnico, come per tutte le squadre NBA, è Nike, mentre  Blue Diamond Growers è l'unico sponsor sulla canotta. 
| Bianca | Viola | Nera | City edition |

## Draft
| Giro | Scelta | Giocatore        | Ruolo | Nazionalità     | Università/Squadra  |
| ---- | ------ | ---------------- | ----- | --------------- | ------------------- |
| 2    | 40     | Justin James     | G     | Stati Uniti     | Wyoming Cowboys     |
| 2    | 47     | Ignas Brazdeikis | AP    | Lituania Canada | Michigan Wolverines |
| 2    | 60     | Vanja Marinković | G     | Serbia          | Partizan            |

## Roster
| \| Pos. \| Num. \| Naz. \| Nome \| Altezza \| Peso \| Data nascita \| Provenienza \| \| ---- \| ---- \| ---- \| --------------------- \| ------- \| ------ \| ------------ \| -------------- \| \| G \| 8 \| \| Bogdanović, Bogdan \| 198 cm \| 93 kg \| 18-08-1992 \| Serbia \| \| AG \| 88 \| \| Bjelica, Nemanja \| 208 cm \| 106 kg \| 09-05-1988 \| Serbia \| \| G \| 7 \| \| Guy, Kyle (TW) \| 188 cm \| 79 kg \| 11-08-1997 \| Virginia \| \| G \| 3 \| \| Ferrell, Yogi \| 183 cm \| 82 kg \| 09-05-1993 \| Indiana \| \| G \| 9 \| \| Joseph, Cory \| 190 cm \| 86 kg \| 20-08-1991 \| Texas \| \| AP \| 10 \| \| James, Justin \| 201 cm \| 86 kg \| 24-01-1997 \| Wyoming \| \| P \| 5 \| \| Fox, De'Aaron \| 191 cm \| 79 kg \| 20-12-1997 \| Kentucky \| \| AG \| 20 \| \| Giles, Harry \| 208 cm \| 109 kg \| 22-04-1998 \| Duke \| \| G/AP \| 19 \| \| Jeffries, DaQuan (TW) \| 196 cm \| 104 kg \| 30-08-1997 \| Tulsa \| \| G \| 24 \| \| Hield, Buddy \| 193 cm \| 97 kg \| 17-12-1993 \| Oklahoma \| \| AG \| 22 \| \| Holmes, Richaun \| 208 cm \| 107 kg \| 15-10-1993 \| Bowling Green \| \| C \| 25 \| \| Len', Alex \| 213 cm \| 113 kg \| 16-06-1993 \| Maryland \| \| G/AP \| 13 \| \| Brewer, Corey \| 206 cm \| 87 kg \| 05-03-1986 \| Florida \| \| AP \| 26 \| \| Bazemore, Kent \| 196 cm \| 93 kg \| 01-07-1989 \| Old Dominion \| \| AP \| 33 \| \| Parker, Jabari \| 203 cm \| 111 kg \| 15-03-1995 \| Duke \| \| AG \| 35 \| \| Bagley, Marvin \| 211 cm \| 106 kg \| 14-03-1999 \| Duke \| \| AP \| 40 \| \| Barnes, Harrison \| 203 cm \| 102 kg \| 30-05-1992 \| North Carolina \| | Allenatore - Luke Walton Assistente/i - Bob Beyer - Igor Kokoškov - Jesse Mermuys - Roy Rana Legenda - (C) Capitano - (FA) Free agent - (S) Sospeso - (TW) Contratto Two-way - (GL) Assegnato a squadra G League affiliata - Infortunato Roster • Transazioni · Ultima transazione: 29 febbraio 2020 |                        |                       |         |        |              |                |
| Pos. | Num. | Naz.                   | Nome                  | Altezza | Peso   | Data nascita | Provenienza    |
| G | 8 | Serbia (bandiera)      | Bogdanović, Bogdan    | 198 cm  | 93 kg  | 18-08-1992   | Serbia         |
| AG | 88 | Serbia (bandiera)      | Bjelica, Nemanja      | 208 cm  | 106 kg | 09-05-1988   | Serbia         |
| G | 7 | Stati Uniti (bandiera) | Guy, Kyle (TW)        | 188 cm  | 79 kg  | 11-08-1997   | Virginia       |
| G | 3 | Stati Uniti (bandiera) | Ferrell, Yogi         | 183 cm  | 82 kg  | 09-05-1993   | Indiana        |
| G | 9 | Canada (bandiera)      | Joseph, Cory          | 190 cm  | 86 kg  | 20-08-1991   | Texas          |
| AP | 10 | Stati Uniti (bandiera) | James, Justin         | 201 cm  | 86 kg  | 24-01-1997   | Wyoming        |
| P | 5 | Stati Uniti (bandiera) | Fox, De'Aaron         | 191 cm  | 79 kg  | 20-12-1997   | Kentucky       |
| AG | 20 | Stati Uniti (bandiera) | Giles, Harry          | 208 cm  | 109 kg | 22-04-1998   | Duke           |
| G/AP | 19 | Stati Uniti (bandiera) | Jeffries, DaQuan (TW) | 196 cm  | 104 kg | 30-08-1997   | Tulsa          |
| G | 24 | Bahamas (bandiera)     | Hield, Buddy          | 193 cm  | 97 kg  | 17-12-1993   | Oklahoma       |
| AG | 22 | Stati Uniti (bandiera) | Holmes, Richaun       | 208 cm  | 107 kg | 15-10-1993   | Bowling Green  |
| C | 25 | Ucraina (bandiera)     | Len', Alex            | 213 cm  | 113 kg | 16-06-1993   | Maryland       |
| G/AP | 13 | Stati Uniti (bandiera) | Brewer, Corey         | 206 cm  | 87 kg  | 05-03-1986   | Florida        |
| AP | 26 | Stati Uniti (bandiera) | Bazemore, Kent        | 196 cm  | 93 kg  | 01-07-1989   | Old Dominion   |
| AP | 33 | Stati Uniti (bandiera) | Parker, Jabari        | 203 cm  | 111 kg | 15-03-1995   | Duke           |
| AG | 35 | Stati Uniti (bandiera) | Bagley, Marvin        | 211 cm  | 106 kg | 14-03-1999   | Duke           |
| AP | 40 | Stati Uniti (bandiera) | Barnes, Harrison      | 203 cm  | 102 kg | 30-05-1992   | North Carolina |

## Classifiche

### Pacific Division
| Pacific Division  | Pacific Division | Pacific Division | Pacific Division | Pacific Division | Pacific Division | Pacific Division | Pacific Division | Pacific Division |
| Squadra           | V                | S                | V%               | PR               | Casa             | Trasf            | Div              | PG               |
| ----------------- | ---------------- | ---------------- | ---------------- | ---------------- | ---------------- | ---------------- | ---------------- | ---------------- |
| c – L.A. Lakers   | 52               | 19               | .732             | 0,0              | 25–10            | 27–9             | 10–3             | 71               |
| x – L.A. Clippers | 49               | 23               | .681             | 3,5              | 27–9             | 22–14            | 8–6              | 72               |
| Phoenix Suns      | 34               | 39               | .466             | 19,0             | 17–22            | 17–17            | 6–9              | 73               |
| Sacramento Kings  | 31               | 41               | .431             | 21,5             | 16–19            | 15–22            | 8–5              | 72               |
| G.S. Warriors     | 15               | 50               | .231             | 34,0             | 8–26             | 7–24             | 2–11             | 65               |

### Western Conference
| Western Conference | Western Conference      | Western Conference | Western Conference | Western Conference | Western Conference | Western Conference |
| #                  | Squadra                 | V                  | S                  | V%                 | PR                 | PG                 |
| ------------------ | ----------------------- | ------------------ | ------------------ | ------------------ | ------------------ | ------------------ |
| 1                  | c – L.A. Lakers *       | 52                 | 19                 | .732               | –                  | 71                 |
| 2                  | x – L.A. Clippers       | 49                 | 23                 | .681               | 3,5                | 72                 |
| 3                  | y – Denver Nuggets *    | 46                 | 27                 | .630               | 7,0                | 73                 |
| 4                  | y – Houston Rockets *   | 44                 | 28                 | .611               | 8,5                | 72                 |
| 5                  | x – Oklahoma Thunder    | 44                 | 28                 | .611               | 8,5                | 72                 |
| 6                  | x – Utah Jazz           | 44                 | 28                 | .611               | 8,5                | 72                 |
| 7                  | x – Dallas Mavericks    | 43                 | 32                 | .573               | 11,0               | 75                 |
| 8                  | v – Portland T. Blazers | 35                 | 39                 | .473               | 18,5               | 74                 |
|                    |                         |                    |                    |                    |                    |                    |
| 9                  | v – Memphis Grizzlies   | 34                 | 39                 | .466               | 19,0               | 73                 |
| 10                 | Phoenix Suns            | 34                 | 39                 | .466               | 19,0               | 73                 |
| 11                 | San Antonio Spurs       | 32                 | 39                 | .451               | 20,0               | 71                 |
| 12                 | Sacramento Kings        | 31                 | 41                 | .431               | 21,5               | 72                 |
| 13                 | N.O. Pelicans           | 30                 | 42                 | .417               | 22,5               | 72                 |
| 14                 | Minnesota T'wolves      | 19                 | 45                 | .297               | 29,5               | 64                 |
| 15                 | G.S. Warriors           | 15                 | 50                 | .231               | 34,0               | 65                 |

## Mercato

### Free Agency

#### Acquisti
| Data       | Giocatore       | Contratto             | Provenienza      |
| ---------- | --------------- | --------------------- | ---------------- |
| 06/07/2019 | Cory Joseph     | 3 anni - $37 milioni  | Indiana Pacers   |
| 07/07/2019 | Trevor Ariza    | 2 anni - $25 milioni  | Wash. Wizards    |
| 08/07/2019 | Harrison Barnes | 4 anni - $85 milioni  | Dallas Mavericks |
| 08/07/2019 | Dewayne Dedmon  | 3 anni - $40 milioni  | Atlanta Hawks    |
| 15/07/2019 | Richaun Holmes  | 2 anni - $9.7 milioni | Phoenix Suns     |
| 17/07/2019 | Tyler Lydon     | 2 anni - $3.8 milioni | Denver Nuggets   |

#### Cessioni
| Giocatore           | Motivo     | Nuova squadra     |
| ------------------- | ---------- | ----------------- |
| Willie Cauley-Stein | Rilasciato | G.S. Warriors     |
| Alec Burks          | Rilasciato | G.S. Warriors     |
| Frank Mason         | Tagliato   | Milwaukee Bucks   |
| Kosta Koufos        | Rilasciato | CSKA Mosca        |
| Ben McLemore        | Rilasciato | Houston Rockets   |
| Anthony Tolliver    | Tagliato   | Memphis Grizzlies |

### Scambi
| 7 luglio 2019   | Sacramento KingsDraft rights per Kyle Guy (2019 #55) Cash consideration                            | N.Y. KnicksDraft rights per Iggy Brazdeikis (2019 #47)                          |
| 21 gennaio 2020 | Sacramento KingsKent Bazemore Anthony Tolliver Scelta 2º giro Draft 2024 Scelta 2º giro Draft 2025 | Portland T. BlazersTrevor Ariza Wenyen Gabriel Caleb Swanigan                   |
| 6 febbraio 2020 | Sacramento KingsAlex Len' Jabari Parker                                                            | Atlanta HawksDewayne Dedmon Scelta 2º giro Draft 2020 Scelta 2º giro Draft 2021 |